# Eleni Kounalakis

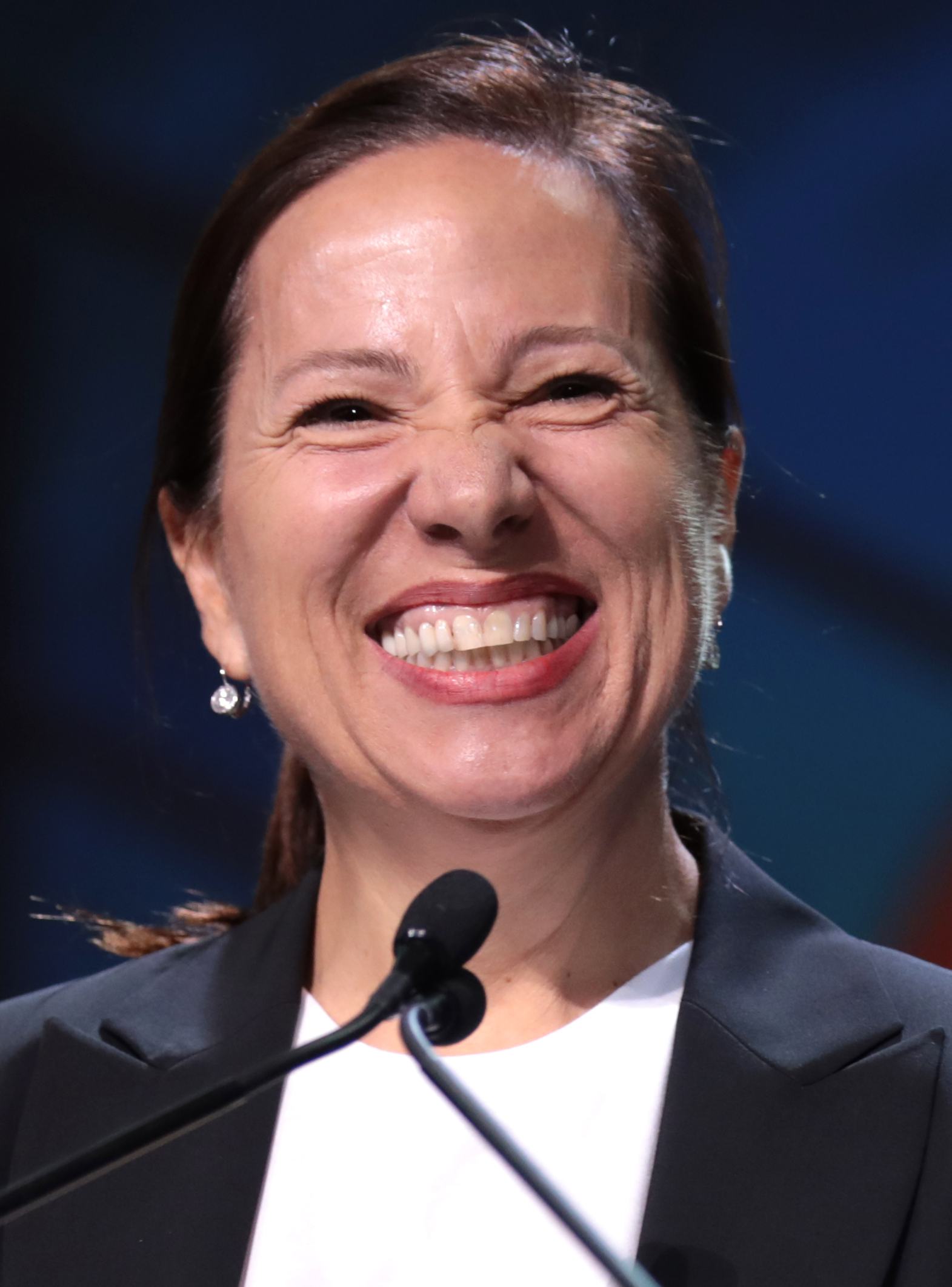
Eleni Kounalakis (2019)

Eleni Tsakopoulos Kounalakis (* 3. März 1966 in Sacramento, Kalifornien) ist eine US-amerikanische Diplomatin und Politikerin der Demokratischen Partei. Sie ist seit dem 7. Januar 2019 Vizegouverneurin von Kalifornien und war zwischen 2010 und 2013 Botschafterin der Vereinigten Staaten in Ungarn.

## Werdegang
Kounalakis wurde als Tochter griechischer Einwanderer in Sacramento, der Hauptstadt Kaliforniens, geboren. Ihr Vater war als Immobilienunternehmer in Sacramento tätig. Sie studierte an der University of California, Berkeley und erlangte dort einen Master in Business Administration. Danach war sie mehrere Jahre lang selbst in der Immobilienbranche tätig. Außerdem engagierte sie sich bei der Demokratischen Partei Kaliforniens, übernahm dort verschiedene organisatorische Tätigkeiten und war an Wahlkämpfen, unter anderen für Senatorin Dianne Feinstein, beteiligt. Sie gehörte außerdem zehn Jahre lang dem Direktorium von Religions for Peace an. Im April 2010 ernannte US-Präsident Barack Obama sie zur amerikanischen Botschafterin in Ungarn. Dieses Amt übte Kounalakis bis Juli 2013 aus.
Im April 2017 erklärte Kounalakis ihre Bewerbung für das Amt als Vizegouverneurin von Kalifornien bei den Wahlen 2018. Sie erhielt dabei Unterstützung von mehreren prominenten Demokraten wie Senatorin Kamala Harris. Auch der frühere US-Präsident Barack Obama gab eine Wahlempfehlung für Kounalakis ab. Bei der Vorwahl am 5. Juni 2018 erreichte Kounalakis mit 23 % der Stimmen den ersten Platz. Seit 2012 wendet Kalifornien mit Ausnahme des Präsidenten für sämtliche Wahlämter keine Vorwahlen nach Partei mehr an: Im Rahmen einer einzigen Vorwahl wird über alle Kandidaten abgestimmt, unabhängig von deren Parteizugehörigkeit (sog. nonpartisan blanket primary). Bei der eigentlichen Wahl treten dann die beiden erfolgreichsten Kandidaten der Vorwahl gegeneinander an, während die übrigen Bewerber ausgeschieden sind. Zweitplatzierter wurde der Staatssenator Ed Hernandez, ebenfalls Demokrat. Hernandez galt eher an der politischen Mitte orientiert, während Kounalakis eher dem progressiven Flügel der Demokraten zugerechnet wird. Die Hauptwahl am 6. November 2018 gewann sie dann mit 56,5 % der Stimmen. Das Amt als Vizegouverneurin trat sie – als erste Frau – am 7. Januar 2019 an. Sie folgte damit auf ihren Parteikollegen Gavin Newsom, der bei der parallel stattfindenden Gouverneurswahl zum Gouverneur von Kalifornien gewählt wurde.

## Privatleben
Ihr Ehemann Markos Kounalakis, ein Journalist, ist ebenfalls griechischer Abstammung. Das Ehepaar hat zwei Söhne und lebt in San Francisco.